# 西アフリカサッカー連合
西アフリカサッカー連合（にしアフリカサッカーれんごう、フランス語: Union des Fédérations Ouest-Africaines de Football、ポルトガル語: União das Federações Oeste Africanas, 英語: West African Football Union）は、主に西アフリカ諸国経済共同体に加盟し、アフリカサッカー連盟（CAF）の西ゾーンA(CAFゾーン2)、西ゾーンB(CAFゾーン3)に属している西アフリカの国々のサッカー連盟（協会）によって構成されるサッカーの組織団体である。略称はWAFUまたはUFOA。セネガルサッカー連盟が発起人となって1975年に設立された。ナショナルチーム同士が戦うWAFUネイションズカップの他、WAFU U-20選手権などを開催している。

## 管轄大会
現存
- WAFUネイションズカップ（英語版）
- WAFU U-20選手権（英語版）
- 西アフリカクラブ選手権（英語版）

廃止
- アミルカル・カブラル・カップ (CAFゾーン2)
- 西アフリカネイションズカップ（英語版） (CAFゾーン3)
- CEDEAOカップ（英語版） (CAFゾーン3)

## 加盟国
| 国               | ゾーン  | 連盟                         |
| ---------------- | ------- | ---------------------------- |
| カーボベルデ     | ゾーンA | カーボベルデサッカー連盟     |
| ガンビア         | ゾーンA | ガンビアサッカー連盟         |
| ギニア           | ゾーンA | ギニアサッカー連盟           |
| ギニアビサウ     | ゾーンA | ギニアビサウサッカー連盟     |
| リベリア         | ゾーンA | リベリアサッカー協会         |
| マリ             | ゾーンA | マリサッカー連盟             |
| モーリタニア     | ゾーンA | モーリタニアサッカー連盟     |
| セネガル         | ゾーンA | セネガルサッカー連盟         |
| シエラレオネ     | ゾーンA | シエラレオネサッカー協会     |
| ベナン           | ゾーンB | ベナンサッカー連盟           |
| ブルキナファソ   | ゾーンB | ブルキナファソサッカー協会   |
| ガーナ           | ゾーンB | ガーナサッカー協会           |
| コートジボワール | ゾーンB | コートジボワールサッカー連盟 |
| ニジェール       | ゾーンB | ニジェールサッカー協会       |
| ナイジェリア     | ゾーンB | ナイジェリアサッカー協会     |
| トーゴ           | ゾーンB | トーゴサッカー連盟           |

## 歴代会長
| 出身国           | 氏名                    | 在任期間  |
| ---------------- | ----------------------- | --------- |
| ガーナ           | K. Tandoh               | 1975-1977 |
| トーゴ           | Seyi Memene             | 1977-1984 |
| セネガル         | Abdoulaye Fofana        | 1984-1988 |
| ナイジェリア     | Jonathan Boytie Ogufere | 1988-1994 |
| コートジボワール | Dieng Ousseynou         | 1994-1999 |
| ナイジェリア     | Abdulmumini Aminu       | 1999-2002 |
| セネガル         | El Hadji Malick Sy      | 2002-2004 |
| コートジボワール | Jacques Anouma          | 2004-2008 |
| ナイジェリア     | Amos Adamu              | 2008-2010 |
| ガーナ           | Kwesi Nyantakyi         | 2011-     |